# Shuto Kawai
Shuto Kawai (født 1. oktober 1993) er en japansk fodboldspiller, som spiller for den japanske fodboldklub FC Ryukyu.